# Architis tenuis
Espèce
Synonymes
- Architis nitidopilosa Simon, 1898
- Thanatidius proximus Mello-Leitão, 1921
- Thanatidius parahybensis Mello-Leitão, 1924

Architis tenuis est une espèce d'araignées aranéomorphes de la famille des Pisauridae.

## Distribution
Cette espèce se rencontre au Brésil, au Guyana, au Venezuela, en Colombie, au Pérou et au Panama,.

## Description
Le mâle décrit par Santos en 2007 mesure 4,6 mm et la femelle 6,3 mm.

## Publication originale
- Simon, 1898 : Descriptions d'arachnides nouveaux des familles des Agelenidae, Pisauridae, Lycosidae et Oxyopidae. Annales de la Société entomologique de Belgique, vol. 42, p. 1-34 (texte intégral).